# Adde Vishwanathapura, Bangalore North
Adde Vishwanathapura là một làng thuộc tehsil Bangalore North, huyện Bangalore Urban, bang Karnataka, Ấn Độ.